# كلارك إلدريدج
كلارك إلدريدج (بالإنجليزية: Clark Eldridge)‏ هو مهندس مدني ومهندس أمريكي، ولد في 1896، وتوفي في 1990.